# Jacques Lob
Jacques Lob (Parigi, 19 agosto 1932 – Château-Thierry, 24 maggio 1990) è stato un fumettista francese, noto per aver creato nel 1972 Superdupont con Gotlib, ha collaborato negli anni con diverse riviste di fumetti come Fluide Glacial, Pilote, L'Écho des savanes, Métal Hurlant.
Inizia la carriera come disegnatore per poi dedicarsi alla scrittura; nel 1986 vince il Grand Prix de la ville d'Angoulême, caso unico in quanto il premio è solitamente assegnato ai disegnatori.